# فابريسيو برينر
فابريسيو برينر (بالإسبانية: Fabricio Brener)‏ هو لاعب كرة قدم أرجنتيني في مركز الوسط، ولد في 26 مايو 1998 في قرطبة في الأرجنتين. لعب مع نادي أتليتيكو بيلغرانو.

## وصلات خارجية
- فابريسيو برينر على موقع قاعدة بيانات كرة القدم.إي يو (الإنجليزية)
- فابريسيو برينر على موقع Soccerway.com (الإنجليزية)